# Bykivnia
 (septembre 2010).
Si vous disposez d'ouvrages ou d'articles de référence ou si vous connaissez des sites web de qualité traitant du thème abordé ici, merci de compléter l'article en donnant les références utiles à sa vérifiabilité et en les liant à la section « Notes et références ».
Bykivnia (en ukrainien : Биківня ; en russe : Быковня, Bykovnia ; en polonais : Bykownia) est une petite localité du raïon de Desna qui fait aujourd'hui partie de la ville de Kiev.

## Géographie
En 1988 une partie du territoire de la ville a été transférée au raïon de Dnipro

## Historique
C'est le lieu où se trouve la principale fosse commune des victimes du régime soviétique en Ukraine. Elle rassemble les corps des victimes des organes de répression soviétique depuis 1920 et particulièrement ceux des victimes de la Grande Purge stalinienne de la fin des années 1930. 
Découverte par les troupes allemandes en 1941, lors de l'opération Barbarossa, sur indication des villageois de Bykivnia, la fosse s'étend sur près de deux kilomètres carrés et contient des dizaines de milliers de corps. Les Allemands choisirent une autre fosse commune ukrainienne importante, celle de Vinnytsia, pour développer leur propagande anti-soviétique et celle de Bykivnia retomba dans l'oubli. 
Trois enquêtes furent cependant exigées par les témoins pendant la période soviétique : toutes conclurent que la fosse commune contenait le corps de victimes de la « barbarie nazie ». Un monument fut même érigé en 1988 portant mention de cette attribution fausse. Il fallut attendre l'indépendance de l'Ukraine pour que des études honnêtes commencent sur le site et un rapport des autorités ukrainiennes de 2008 pour que les victimes soient réattribuées officiellement à la répression stalinienne. 
Les corps de 3 400 officiers polonais disparus à Katyń en 1940 sont retrouvés sur le site de Bykivnia, qui est visité par le pape polonais Jean-Paul II en 2001. Victor Iouchtchenko, le Président de l'Ukraine issu de la Révolution orange déclare en 2008 le site « lieu de commémoration nationale ». Mais le gouvernement, nommé par Ianoukovitch, qui lui succède ne signe pas les décrets d'application. Le site est aménagé de façon minimale et il n'en est pas fait mention dans les différents guides touristiques, contrairement au site d'exécution nazi de Babi Yar, aujourd'hui en centre-ville.

### Site mémoriel

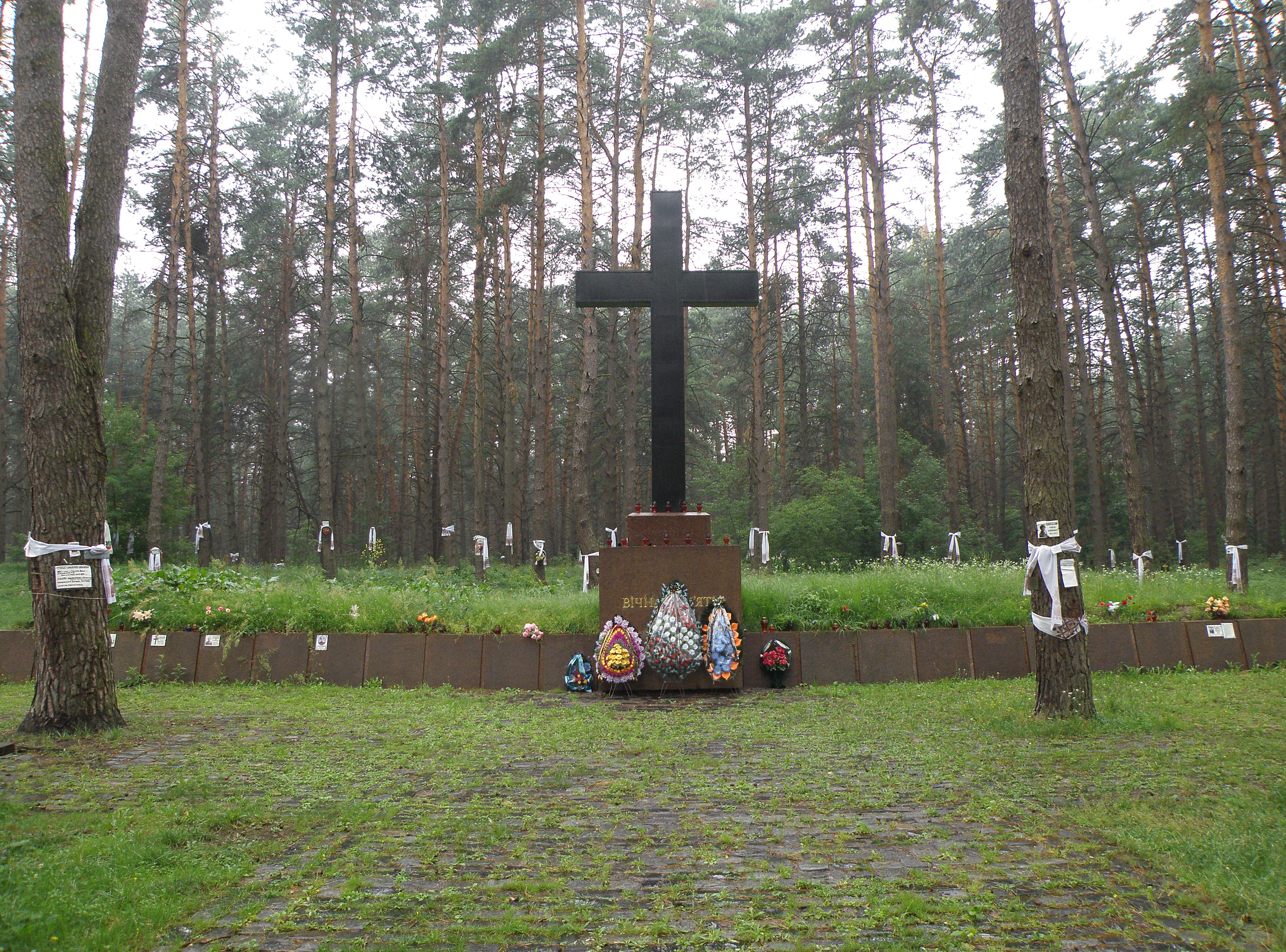
Monument central de Bykivnia.

Du début des années 1920 à l'invasion allemande de 1941, le gouvernement soviétique utilisa le site de Bykovnia, un bois dans la banlieue de Kiev, pour enterrer clandestinement les victimes des différentes vagues de répression, torturées et tuées dans les locaux de la Guépéou ou du NKVD ou sur le site même. 
Au total, 210 fosses ont été retrouvées par les archéologues ukrainiens ou polonais qui y ont travaillé, ce qui en fait la principale fosse commune d'Ukraine. 
Les armées allemandes découvrirent le charnier à leur arrivée à Kiev à l'été 1941, peu après le déclenchement de l'opération Barbarossa, guidés par les villageois de Bykivnia. Ils procédèrent à quelques recherches, mais décidèrent que les deux fosses qui serviraient à leur propagande seraient Katyń en Russie, près de Smolensk, et Vinnytsia en Ukraine. Le site fut abandonné aux pillards qui fouillèrent le sol à la recherche de quelques objets utilisables.
Après la bataille de Kiev, qui vit la victoire soviétique en 1943, le site fut repris en main par le NKVD et couvert par le secret. Le village de Bykivnia fut détruit et ses habitants dispersés. Il fut reconstruit dans les années 1950 comme une banlieue de Kiev. En 1970, la construction d'une grande gare d'autobus fut envisagée sur le site mais le projet fut abandonné. Il fut réalisé quelques kilomètres plus loin, à l'arrivée de métro.
À trois reprises, des demandes d'investigations furent faites par les habitants de Bykivnia à l'époque soviétique, toujours en vain. Notamment en 1962 le poète ukrainien Vasyl Simonenko (en) et deux amis A.Horska et Les Tanyuk demandent  publiquement au conseil municipal de Kiev que l'on ouvre une enquête sur les  trois fosses communes secrètes du NKVD à Bykivnia, Loukianivskyi et Assyslkivskyi. Il sera battu à mort par des agents du ministère de l'Intérieur à la gare ferroviaire Chevtchenko de la ville de Smila, son décès étant constaté le 13 décembre 1963 d'une défaillance rénale. Une première trace des fosses communes de Bykivnia fut découverte par des historiens polonais qui dépouillaient les archives allemandes à la fin de la Seconde Guerre mondiale. Ils considéraient que les corps de 3 435 Polonais disparus à Katyn pouvaient s'y trouver. Mais le refus de l'Union soviétique de considérer Katyn comme un massacre soviétique empêcha longtemps de faire les vérifications nécessaires qui eurent finalement lieu au début des années 2000, les victimes polonaises faisant l'objet d'un inventaire puis d'une ré-inhumation  en 2007.
Il fallut attendre l'indépendance de l'Ukraine pour que soit confirmée la présence sur les lieux d'importantes fosses communes. Le premier monument aux victimes du régime soviétique fut inauguré le 30 avril 1994. Les premiers travaux des archéologues polonais et ukrainiens commencèrent à cette époque. Le pape Jean Paul II visita le site en 2001 lors de son voyage en Ukraine. Le président Viktor Iouchtchenko participa à plusieurs cérémonies à Bykivnia, en 2006, 2007 et 2008. Il souhaita en faire un site officiel de la mémoire ukrainienne : « les Tombes de Bykivnia ». L'avenir de ce projet est aujourd'hui incertain.

#### Origines des corps
Le site d'exécution et d'enterrement de Bykivnia a été ouvert en 1937 et servit jusqu'en juin 1941. Les habitants du village de Bykivnia déclarèrent avoir vu arriver pendant ces quatre années des camions remplis soit de cadavres soit de personnes à exécuter. 
La majorité des victimes provenait des centres de détention et de torture de la ville de Kiev. Néanmoins l'immensité du site, qui couvre près de deux kilomètres carrés, où cinq vastes fosses principales ont été localisées, a conduit les autorités soviétiques de l'époque à l'utiliser pour faire disparaître des  afflux ponctuels de cadavres. C'est ainsi que furent retrouvés à Bykovnia les corps de 3 400 officiers polonais tués à Katyn, près de Smolensk, en Russie. 
L'importance du site n'a cependant pas empêché la création d'autres charniers en Ukraine : Ouman, Bila Tserkva, Tcherkassy et  Jytomyr].
La plupart des victimes furent arrêtées et tuées au cours de la Grande terreur stalinienne. Beaucoup des corps retrouvés portent les traces de torture. Le mode d'exécution était le tir d'une ou plusieurs balles à l'arrière du crane, les mains étant entravées. 
On a trouvé dans les tombes des hommes, des femmes et des enfants (la majorité pénale avait été portée à 12 ans en 1934) et même des bébés probablement nés en prison. Les enquêtes des légistes ont fait apparaître que les victimes appartenaient à toutes les couches de la société : paysans, petits fonctionnaires, intellectuels, ouvriers, militaires, membres du parti et même bourreaux du NKVD. En même temps que Staline obtenait l'exécution de Iejov, le principal artisan des grandes purges, il faisait exécuter un grand nombre des bourreaux ayant procédé aux exécutions.

#### Évaluation du nombre de corps
Comme toujours les évaluations sont extrêmement difficiles. Dans le cas de Bykivnia, les fosses n'ont pas fait l'objet comme à Vinnytsia, d'une exhumation complète. Les estimations reposent donc soit sur les documents soviétiques concernant les exécutions dans la région de Kiev, qui aboutissent à un chiffre proche de 75 000 depuis 1920, soit d'un calcul sur la densité des corps retrouvés dans les zones fouillées appliquée à l'ensemble du site et le dénombrement serait supérieur à 200 000 ,, ,,.
Une commission mandatée par le gouvernement ukrainien a estimé que la Grande Terreur en Ukraine a touché « 279 000 personnes arrêtées, parmi eux 112 000 paysans, 91 000 employés et fonctionnaires, plus de 4 000 militaires, 1 200 éléments de police. La sentence de « mesure capitale de protection sociale » (peine de mort) a été prononcée contre 123 000 d’entre eux. »[réf. nécessaire]
Ces chiffres proviennent des archives du NKVD et ne tiennent pas compte des exécutions non officielles. Lors de son allocution sur les lieux en 2008, le Président Iouchtchenko a cité le chiffre de 100 000 morts.

#### Monuments du site
Le site est une zone mémorielle et patrimoniale classé comme Tombes de Bykivnia.

## Voir aussi

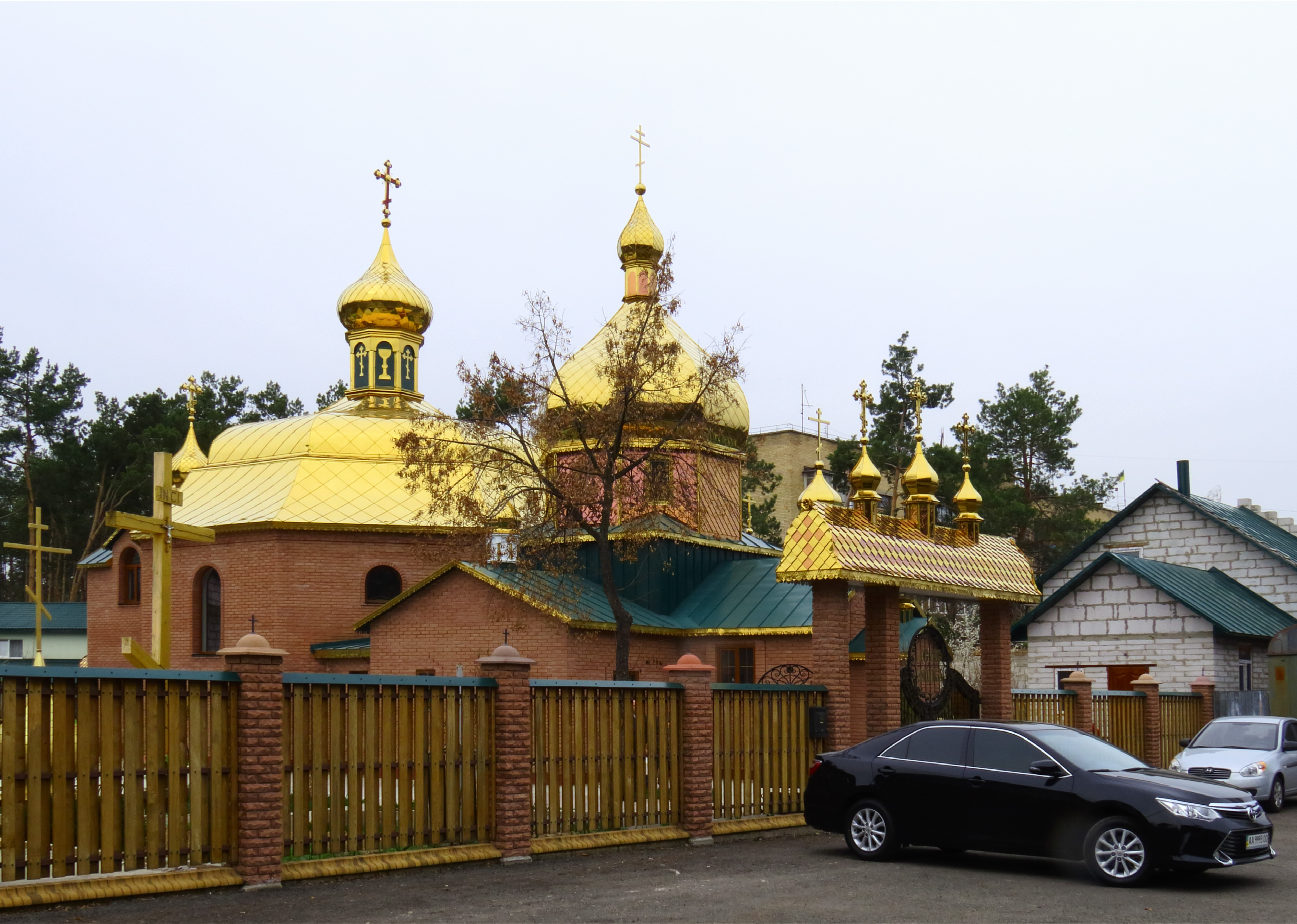
L'église Saint-Jean de Bykivnia.